# Sven Oftedal

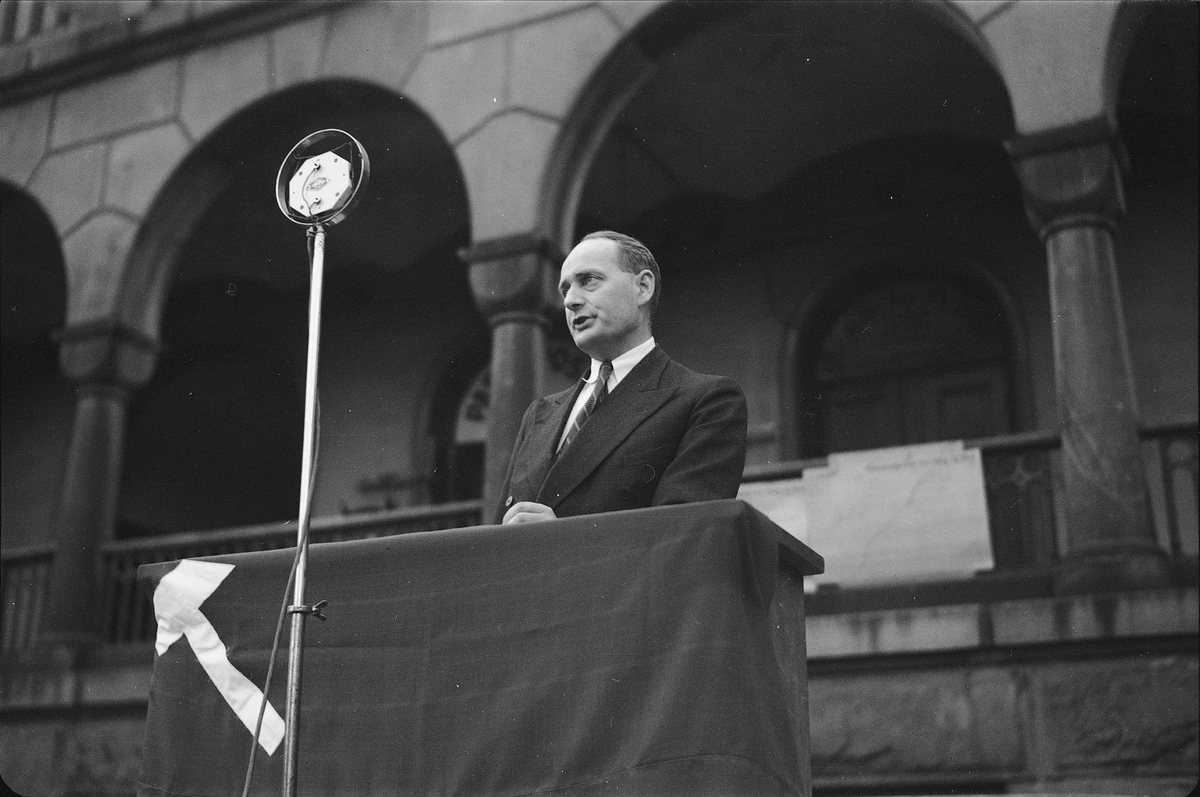
Sven Oftedal auf dem Kongress der Arbeidernes Ungdomsfylking (AUF) am 8. September 1946

Sven Oftedal (* 3. Juni 1905 in Stavanger, Fylke Rogaland; † 23. Juni 1948 in Oslo) war ein norwegischer Arzt und Politiker der Arbeiderpartiet, der sich sowohl als Arzt als auch als Politiker mit der Sozialen Frage befasste und während seiner vierjährigen Inhaftierung nach der deutschen Besetzung Norwegens durch das Unternehmen Weserübung im Zweiten Weltkrieg trotz eigener gesundheitlicher Probleme für seine Mitgefangenen eintrat.
Nach Kriegsende wurde er 1945 Mitglied des Storting und war von 1945 bis zu seinem Tod Sozialminister in der ersten und zweiten Regierung von Ministerpräsident Einar Gerhardsen. Als Sozialminister setzte er sich für eine bessere Gesetzgebung zur Absicherung der sozialen Sicherheit von Kindern ein.

## Leben

### Familiäre Herkunft und Vorfahren
Oftedal stammte aus einem linksliberalen Elternhaus, deren Vorfahren maßgeblichen Anteil an der Arbeit der Bethanien-Stiftung sowie der Gründung der Tageszeitungen Vestlandsposten und Stavanger Aftenblad hatten. Er war der Sohn des Journalisten und Politikers Lars Oftedal und dessen Frau Alice Stephansen. Sein Vater war Handels- und zweimaliger Sozialminister sowie für die linksliberale Venstre Mitglied des Storting.
Sein Großvater Lars Oftedal war das Moderate Venstre ebenfalls langjähriges Mitglied des Storting und engagierte sich als Priester für die Erweckungsbewegung und Innere Mission in Norwegen engagierte. Sein Großonkel Sven Oftedal war ebenfalls ein bekannter Theologe, der unter anderem in den USA wirkte und zahlreiche theologische Fachbücher verfasste.
Sein jüngerer Bruder war der Journalist Christian S. Oftedal, der zwischen 1945 und 1949 für die Venstre ebenfalls Mitglied des Storting sowie zeitweise Vize-Mitglied des Norwegischen Nobelkomitee war.

### Medizinstudium und Arzt
Nach dem Abschluss der Kongsgård skole, der Domschule in Stavanger, begann Oftedal 1923 ein Studium der Medizin an der Universität Oslo. Zu dieser Zeit war sein Vater Storting-Mitglied und Minister, so dass teilweise auch die Sitzungen im Parlament als Zuhörer verfolgte. Allerdings interessierte er sich weniger für die Politik der linksliberalen Venstre, sondern aufgrund seines starken Interesses für die Soziale Frage für die Arbeiterbewegung, so dass er 1927 zunächst Mitglied der Jugendorganisation der Arbeiderpartiet AUF (Arbeidernes Ungdomsfylking) wurde, wo er deren Vorsitzenden Halvard Lange kennen lernte, der sich wie er für Pazifismus und Kriegsdienstverweigerung engagierte. Als Student war auch Sekretär der Vereinigung für Volksgesundheit sowie Redakteur von deren Verbandszeitschrift und begann frühzeitig mit seinem Engagement für Krankheitsprävention und Gesundheitsförderung, um die Gesundheitsvorsorge der Bevölkerung zu verbessern. Am 15. November 1929 heiratete er Laura Philippa Merete „Mette“ Ziesler, Tochter des Kinderarztes Ernst Hadeler Ziesler und dessen Ehefrau Laura Vita Maria Tretow-Loof.
1930 schloss Oftedal sein Medizinstudium ab und eröffnete nach Beendigung des ärztlichen Praktikums 1933 eine Praxis für Allgemeinmedizin im Oststadtteil von Stavanger, in dem die Not und Arbeitslosigkeit groß war. Er erwarb sich nicht nur einen Ruf wegen der medizinischen Hilfe für seine Patienten, sondern auch wegen deren finanzieller Unterstützung. Zusammen mit seiner Ehefrau engagierte er sich auch in der Abstinenzbewegung Frisinn und war der Ansicht, dass ein sinnvolles Jugend- und Freizeitangebot Alkoholkonsum überflüssig macht.

### Kommunalpolitiker, Zweiter Weltkrieg und Insasse des KZ Sachsenhausen
Seine politische Laufbahn begann Oftedal in der Kommunalpolitik, als er 1934 mit dem besten Stimmergebnis zum Mitglied des Stadtrates (Bystyre) von Stavanger gewählt wurde. Dort befasste er sich mit sozialen Angelegenheiten wie besseren Wohnungen, öffentliche Bäder, Freizeit- und Urlaubsmöglichkeiten. Er forderte, eine soziale Organisation der Freizeit sowie die Einrichtung eines durch Krankenversicherungen finanzierten Ferien- und Freizeitfonds, um die Volksgesundheitspolitik gegenüber dem Wohlfahrtsstaat auszuweiten.
Aus Überzeugung von seinen politischen Ideen verzichte er zu dieser Zeit auch auf das Erbe seiner Eltern wie auch den Zinsen aus seinen Anteilen am Stavanger Aftenblad. In der Zeit vor dem Zweiten Weltkrieg äußerte er seine klare Ablehnung gegen den Faschismus und wurde Leiter des örtlichen Spanien-Komitees sowie Vorsitzender der Abteilung Stavanger der Norwegischen Volkshilfe (Norsk Folkehjelp).
Nach der deutschen Besetzung Norwegens durch das Unternehmen Weserübung wurde Oftedal im Frühjahr 1941 erstmals festgenommen und im Polizeihäftlingslager Grini inhaftiert. Nach seiner Entlassung Ende 1940 befand er sich neun Monate in Freiheit, ehe er im Herbst 1942 abermals verhaftet und ins KZ Sachsenhausen verbracht wurde. Sowohl im Polizeihäftlingslager Grini als auch im KZ Sachsenhausen organisierte er die ärztliche Versorgung und arbeitete unermüdlich daran, Leben und Gesundheit seiner Mithäftlinge zu retten. Durch die dortigen Kontakte verstärkte sich sein politischer Einfluss. Zu seinen Mithäftlingen im KZ Sachsenhausen gehörten Einar Gerhardsen, sein Jugendfreund Halvard Lange, Gustav Natvig-Pedersen und andere Politiker der Arbeiterpartei, die zentrale Rollen beim Wiederaufbau Norwegens nach dem Zweiten Weltkrieg übernahmen, aber auch Johan Strand Johansen, ein späteres Storting-Mitglied und Minister der Norges Kommunistiske Parti (NKP).

### Minister und Storting-Mitglied
Nach seiner Befreiung aus der KZ-Haft und seiner Rückkehr nach Norwegen wurde Oftedal am 25. Juni 1945 in der ersten Regierung von Ministerpräsident Einar Gerhardsen Sozialminister (Sosialminister). Diese Funktion in der Allparteienregierung (Samlingsregjeringen) bekleidete er auch in der zweiten Regierung Gerhardsen bis zu seinem Tod am 23. Juni 1948.
Als Minister war er in den ersten Nachkriegsjahren die treibende Kraft für die Ausrichtung des Sozialsystems, so dass ihn sein Staatssekretär Knut Getz Wold mit dem ehemaligen Justiz-, Handels- und Sozialminister Johan Castberg verglich. Oftedal stellte ein Kindergeldgesetz vor, das 1946 in Kraft trat. Weiterhin wurde der Urlaubsanspruch 1947 auf drei Wochen ausgeweitet. Sein bedeutendster Beitrag war das Weißbuch für eine Volksversicherung (Folketrygden) 1948, die allerdings erst am 1. Januar 1967 in Kraft trat und den Grundstein für den Wohlfahrtsstaat bildete. Als Sozialminister war er zugleich für das Gesundheitssystem verantwortlich und maßgeblich für den Ausbau und die Modernisierung des Rikshospitalet verantwortlich. Darüber hinaus trat er für einen Ausbau der Forschung ein.
Am 18. Mai 1948 erlitt Oftedal einen Herzinfarkt, an dessen Folgen er fünf Wochen später am 23. Juni 1948 im Alter von 43 Jahren verstarb. Die bisherige Ministerin ohne Geschäftsbereich Aaslaug Aasland übernahm bereits am 18. Mai 1948 kommissarisch das Amt der Sozialministerin von dem erkrankten Sven Oftedal und wurde schließlich am 20. Dezember 1948 offiziell zur Sozialministerin ernannt. Auf Initiative von Ministerpräsident Gerhardsen wurde der Witwe und den Hinterbliebenen durch Beschluss des Storting eine Rente und ein Ehrengehalt zugesprochen. Zwei Jahre nach seinem Tod wurde in seiner Geburtsstadt Stavanger eine Statue zu seinen Ehren aufgestellt.

## Veröffentlichungen
- Kvinne og mann. Veiledning i seksuelle spørsmål. Übersetzung von Max Hodann, 1934.
- mit Einar Gerhardsen und Erik Brofoss: Gjenreising, priser og levestandard. 3 foredrag på fagkongressen 1946. 1946.
- Til norsk ungdom. Et minneskrift. 1949.

## Hintergrundliteratur
- Ingvar Molaug: Det siste ord blir aldri sagt. Tre enere og en avis. 1968.
- E. Bull, A. Kokkvoll, J. Sverdrup (Hrsg.): Arbeiderbevegelsens historie i Norge: Band 5: T. Bergh: Storhetstid (1945–1965). 1987; Band 4: T. Pryser: Klassen og nasjonen (1935–1946). 1988.
- A. Aadnøy: Avisen og menneskene. Stavanger Aftenblad 100 år. Stavanger 1993.
- A.-L. Seip: Veiene til velferdsstaten. Norsk sosialpolitikk 1920–75. 1994.